# Herman De Croo
Herman Francies Joseph De Croo (ur. 12 sierpnia 1937 w Opbrakel) – belgijski polityk i prawnik, były minister w kilku rządach, w latach 1995–1997 przewodniczący Flamandzkich Liberałów i Demokratów (VLD), od 1999 do 2007 przewodniczący Izby Reprezentantów. Ojciec Alexandra De Croo.

## Życiorys
Ukończył w 1961 studia prawnicze na Université Libre de Bruxelles (ULB), uzyskał stopień doktora nauk prawnych. Przez rok był stypendystą Programu Fulbrighta w Chicago Law School. W 1961 rozpoczął praktykę w zawodzie prawnika w Oudenaarde. Prowadził także działalność akademicką na ULB (do 1968) i jako profesor na Wydziale Prawa Wolnego Uniwersytetu Brukselskiego (1986–2005).
Przystąpił do flamandzkich liberałów (Partii na rzecz Wolności i Postępu, w 1992 przekształconej w ugrupowanie Flamandzcy Liberałowie i Demokraci). Od 1964 do 1971 był burmistrzem Michelbeke, w 2000 objął stanowisko burmistrza Brakel. W 1968 po raz pierwszy został wybrany do Izby Reprezentantów. W powodzeniem ubiegał się o reelekcję w kolejnych wyborach do 1987 włącznie. W latach 1991–1995 był członkiem Senatu. W 1995 powrócił do Izby Reprezentantów, utrzymywał mandat w 1999, 2003, 2007, 2010, 2014 i 2019.
Pełnił kilkakrotnie funkcje rządowe. Był ministrem edukacji narodowej (1974–1977), ministrem poczty, telefonii i telegrafów (PTT) oraz emerytur (1980), ministrem komunikacji i PTT (1981–1985) oraz ministrem komunikacji i handlu zagranicznego (1985–1988).
W latach 1995–1997 stał na czele Flamandzkich Liberałów i Demokratów. Od 1999 do 2007 przez dwie kadencje sprawował urząd przewodniczącego Izby Reprezentantów, następnie przez dwa lata był wiceprzewodniczącym niższej izby krajowego parlamentu. W 2010 odnowił mandat na kolejną kadencję, a w 2014 został wybrany do Parlamentu Flamandzkiego (reelekcja w 2019).
W 2004 przez prezydenta Aleksandra Kwaśniewskiego został odznaczony Krzyżem Wielkim Orderu Zasługi Rzeczypospolitej Polskiej. Uhonorowany tytułem ministra stanu.